# Christian Auguste de Waldeck
Christian Auguste de Waldeck (1744-1798) fut un militaire allemand.
Fils du prince Charles-Auguste de Waldeck-Pyrmont et de Christine de Deux-Ponts-Birkenfeld, il servit l'Autriche contre les Turcs, puis contre la France, et perdit un bras au siège de Thionville (1792). Il prit part à l'attaque des lignes de Wissembourg et reprit le Fort-Louis. Il remplaça Mack en Flandre (1794), puis passa en Portugal en 1797, pour y prendre le commandement des troupes, mais y mourut dès l'année suivante.

## Voir également
- Bonabes VI Louis Victurnien Alexis, marquis de Rougé
- Principauté de Waldeck

## Source
Marie-Nicolas Bouillet  et Alexis Chassang (dir.), « Christian Auguste de Waldeck » dans Dictionnaire universel d’histoire et de géographie, 1878 (lire sur Wikisource)